# Спишки Хрхов
Спишки Хрхов (слч. Spišský Hrhov) насељено је мјесто са административним статусом сеоске општине (слч. obec) у округу Љевоча, у Прешовском крају, Словачка Република.

## Становништво
| Година:    | 1994. | 2004.    | 2014.    | 2024.    |
| ---------- | ----- | -------- | -------- | -------- |
| Број људи: | 859   | 1020     | 1408     | 1910     |
| Разлика:   |       | +18,74 % | +38,03 % | +35,65 % |

| Година:    | 2023. | 2024.   |
| ---------- | ----- | ------- |
| Број људи: | 1902  | 1910    |
| Разлика:   |       | +0,42 % |

Према подацима о броју становника из 2011. године насеље је имало 1.355 становника.